# Doncell
| \| ← \| 1857 — 1970 \| → \| |                    |   |
|                             |                    |   |
| Període històric            | Edat Contemporània |   |
| • Creació del municipi      | 1857               |   |
| • Annexió a Agramunt        | 1970               |   |
| ←                           | 1857 — 1970        | → |

Doncell fou un antic municipi format per la unió el 1857 de les actuals poblacions de Montclar d'Urgell, la Donzell d'Urgell, Les Puelles i Rocabertí de Sant Salvador en un sol municipi. El 1970 totes les poblacions que formaven el municipi van passar a formar part del municipi d'Agramunt.

## Demografia

### Evolució
| 1497 f | 1515 f | 1553 f | 1717 | 1787 | 1857 | 1877 | 1887 | 1900 | 1910 |
| ------ | ------ | ------ | ---- | ---- | ---- | ---- | ---- | ---- | ---- |
| -      | -      | -      | -    | -    | 1152 | 880  | 892  | 738  | 716  |

| 1920 | 1930 | 1940 | 1950 | 1960 | 1970 | 1981 | 1990 | 1992 | 1994 |
| ---- | ---- | ---- | ---- | ---- | ---- | ---- | ---- | ---- | ---- |
| 686  | 641  | 585  | 563  | 448  | -    | -    | -    | -    | -    |

### Actual
| Entitat de població        | Habitants (2023) |
| Montclar                   | 90               |
| la Donzell d'Urgell        | 17               |
| les Puelles                | 14               |
| Rocabertí de Sant Salvador | 0                |
| Font: Idescat              |                  |

## Llocs d'interès
- Castell de Montclar, castell fortificat edificat al segle xiii al voltant d'una torre romana del segle ii i reformat al segle xvii amb estil renaixentista, situat a Montclar d'Urgell.
- Sant Jaume de Montclar, església d'estil barroc edificada al segle xvii, situada a Montclar d'Urgell.
- Mina de Montclar, l'obra hidràulica més important del canal d'Urgell, tunel que travessa la serra de Montclar, edificat entre 1853 i 1861, situat a Montclar d'Urgell.
- Castell de la Donzell, casalot edificat al segle xvi situat a la Donzell d'Urgell.
- Sant Pere de la Donzell, església d'estil barroc edificada al segle xvii, situada a la Donzell d'Urgell.
- Sant Roc de la Donzell, ermita edificada al segle xx, situada a la Donzell d'Urgell
- Castell de les Puelles, casalot edificat al segle xvii, situat a les Puelles.
- Sant Domènec de les Puelles, església d'estil neoclàssic edificada al segle xix, situada a les Puelles.

## Imatges dels pobles que formaven el municipi

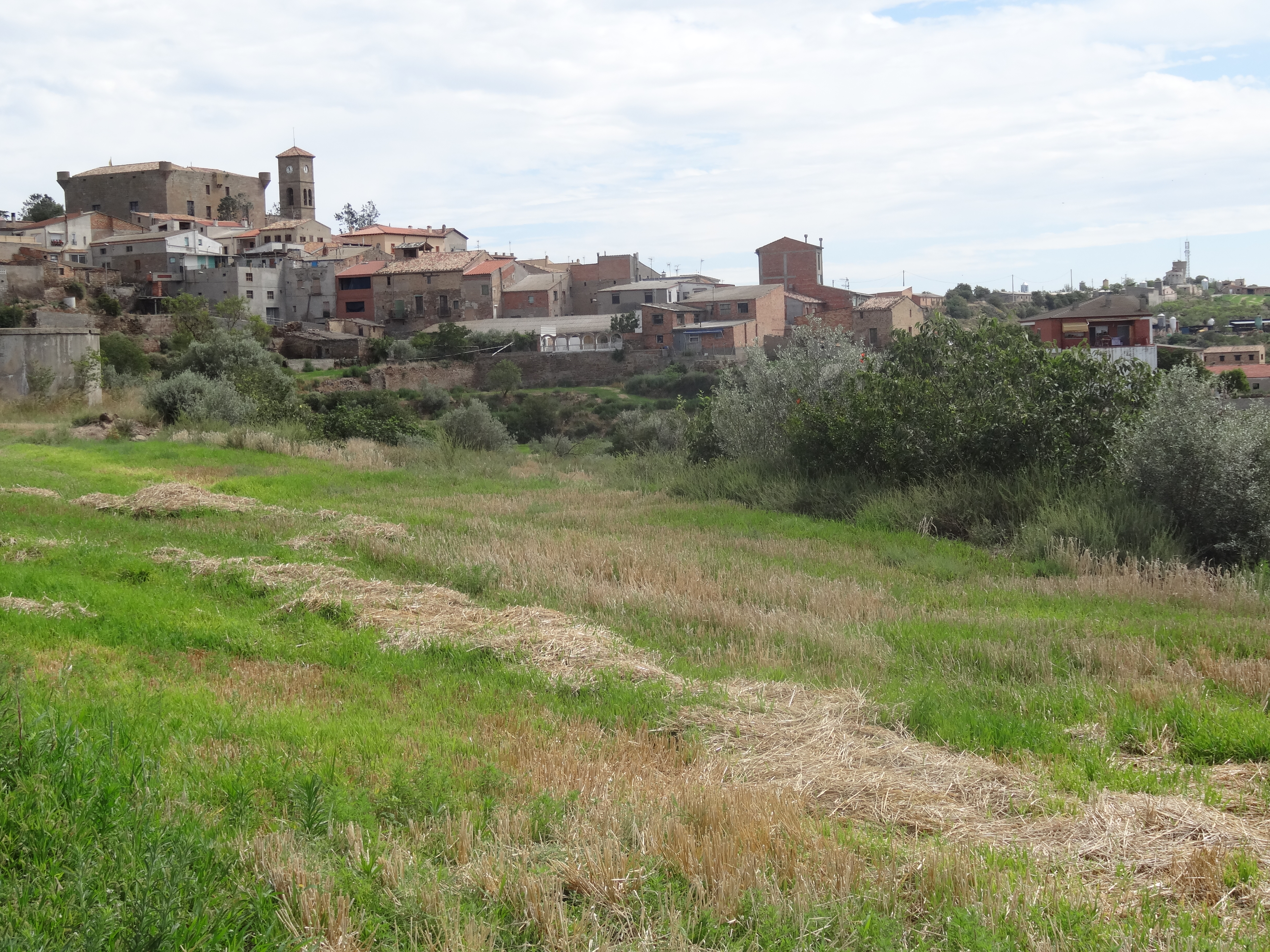
Població de Montclar d'Urgell
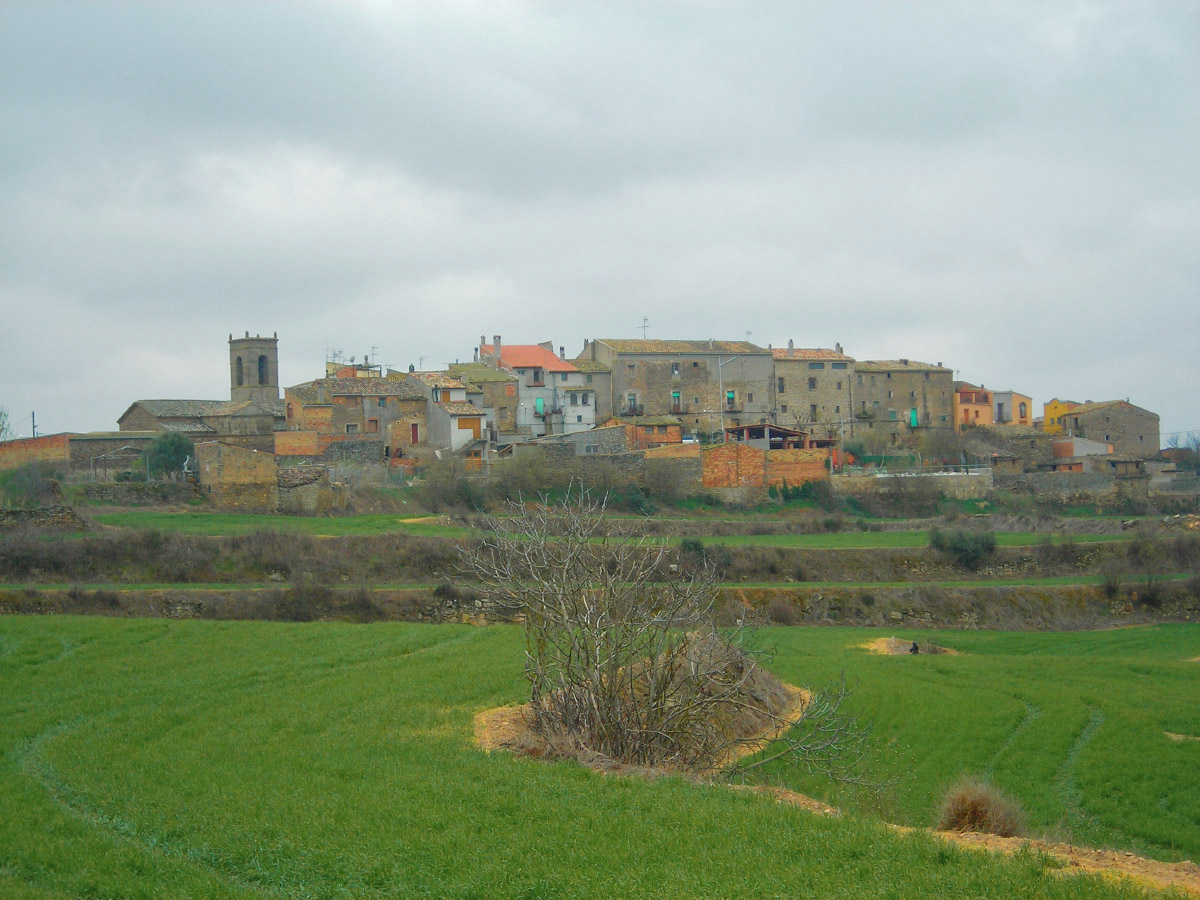
Població de la Donzell d'Urgell
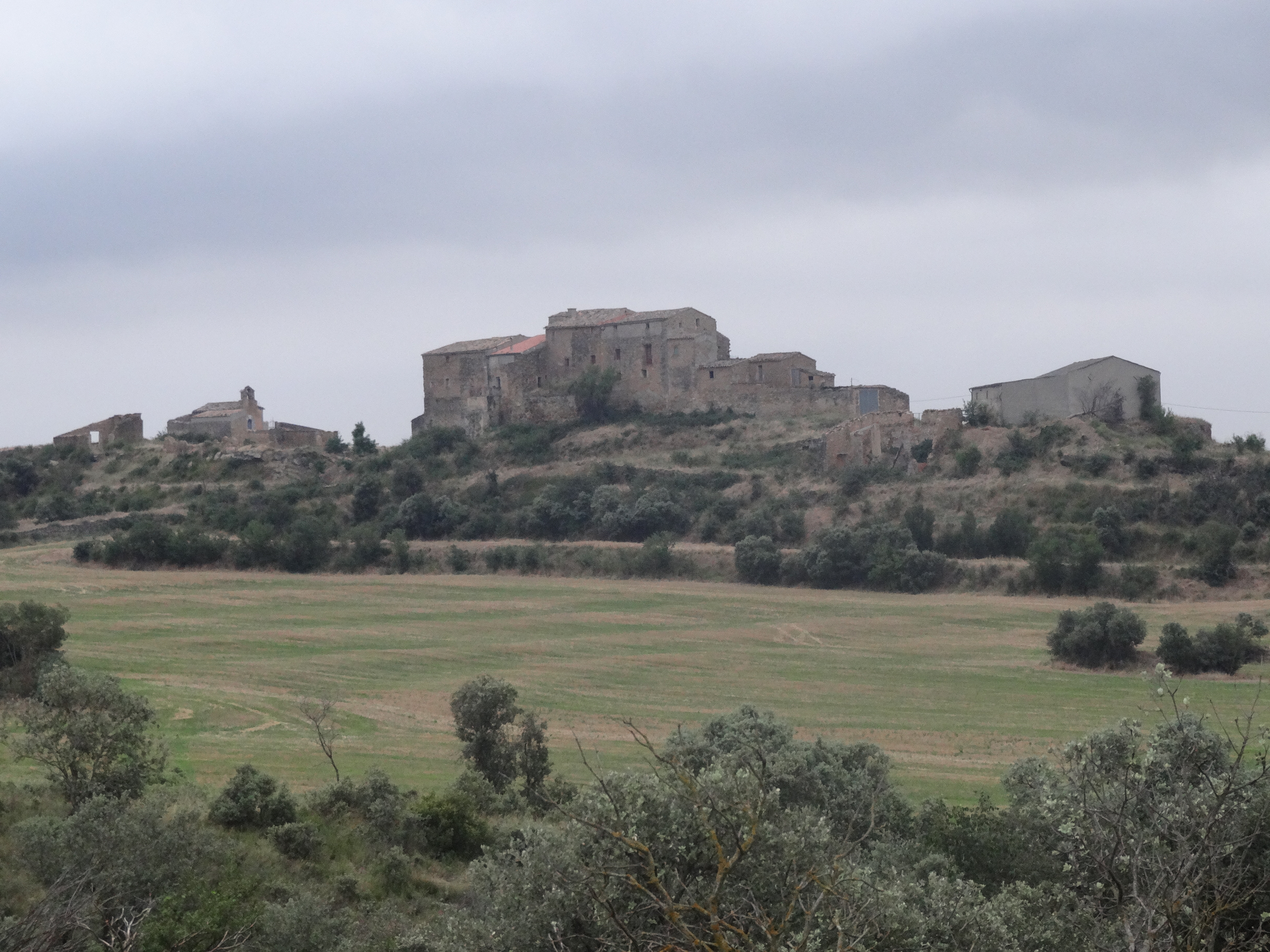
Població de Rocabertí de Sant Salvador
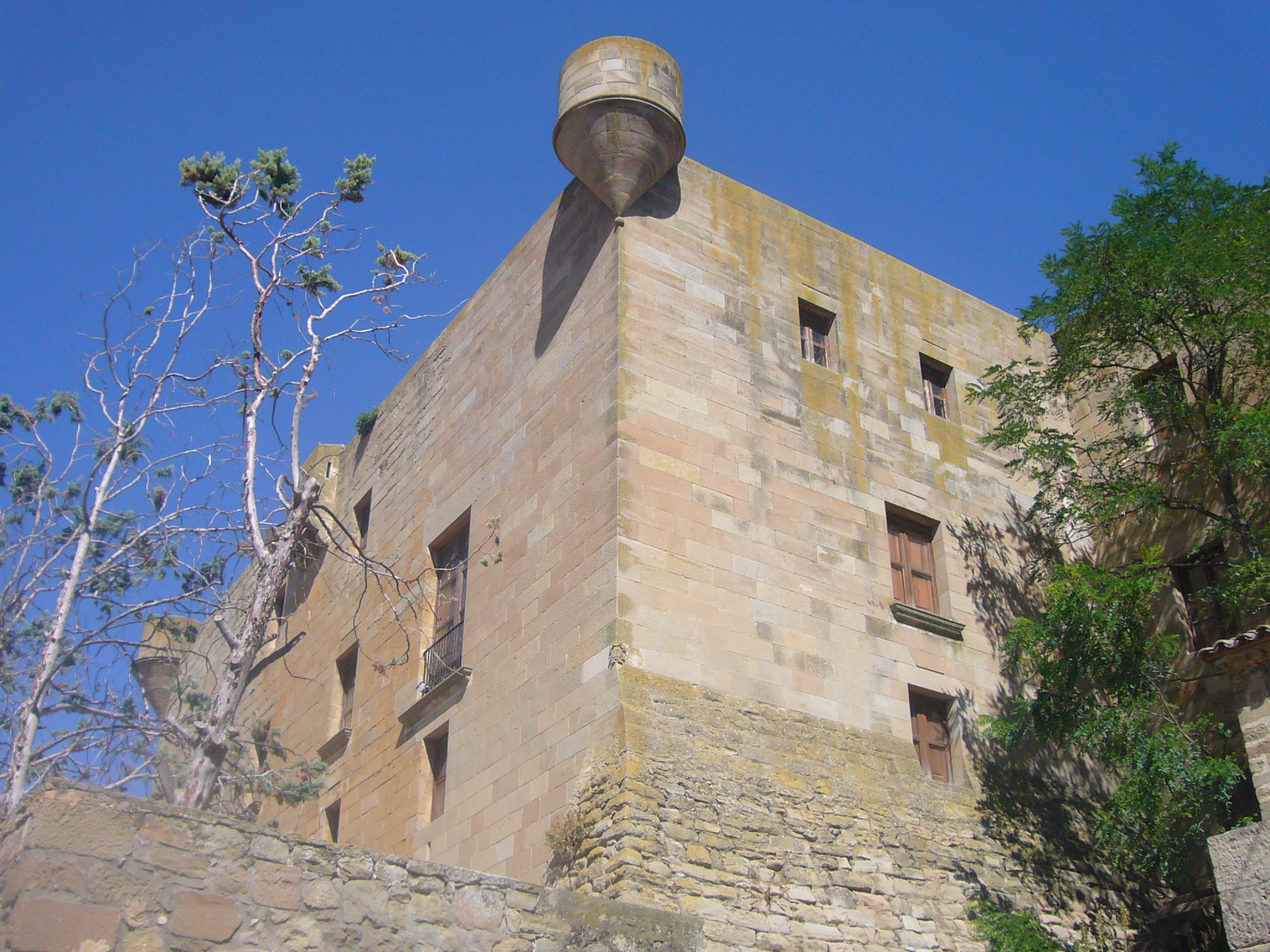
Castell de Montclar
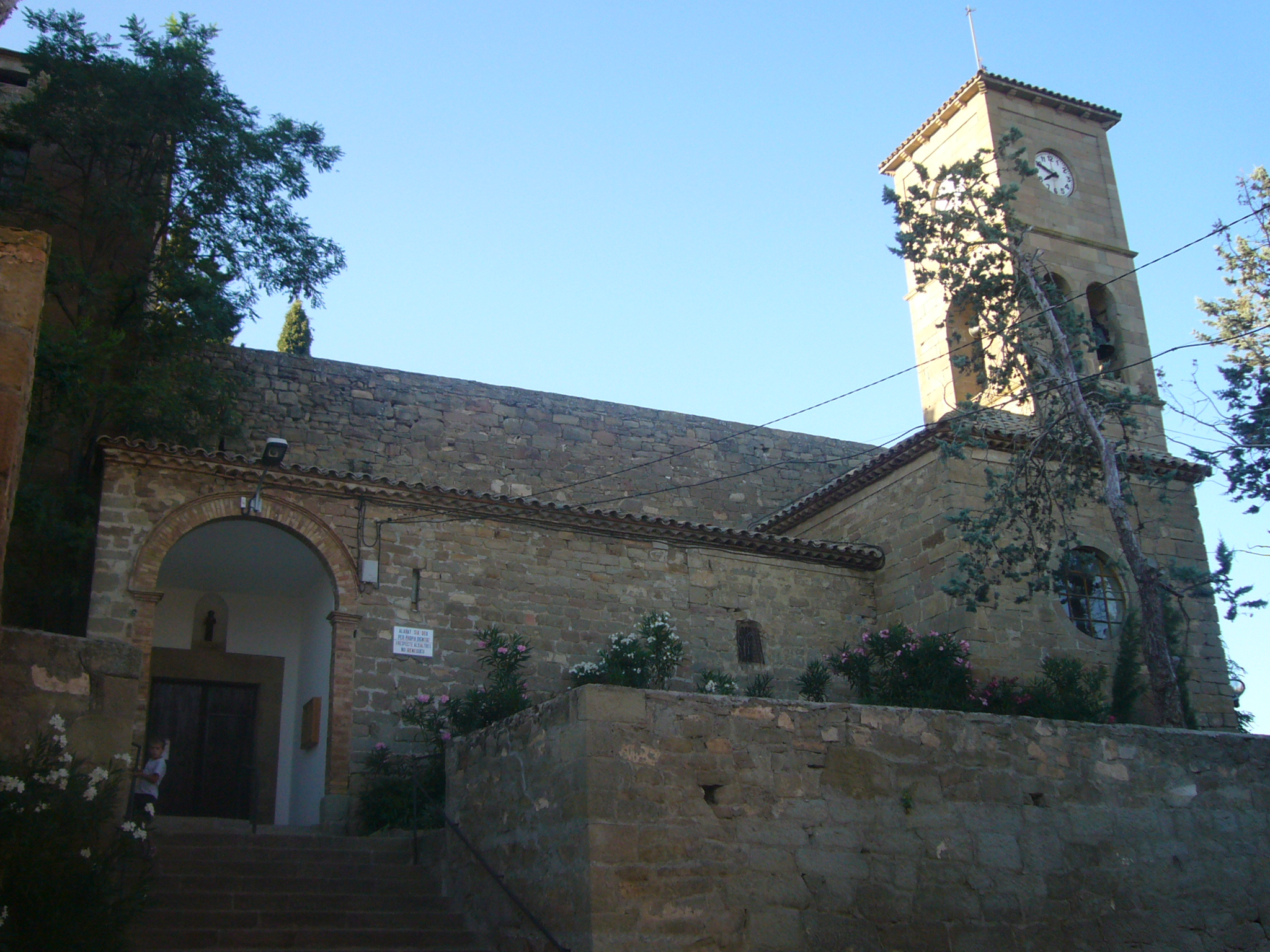
Església de Sant Jaume
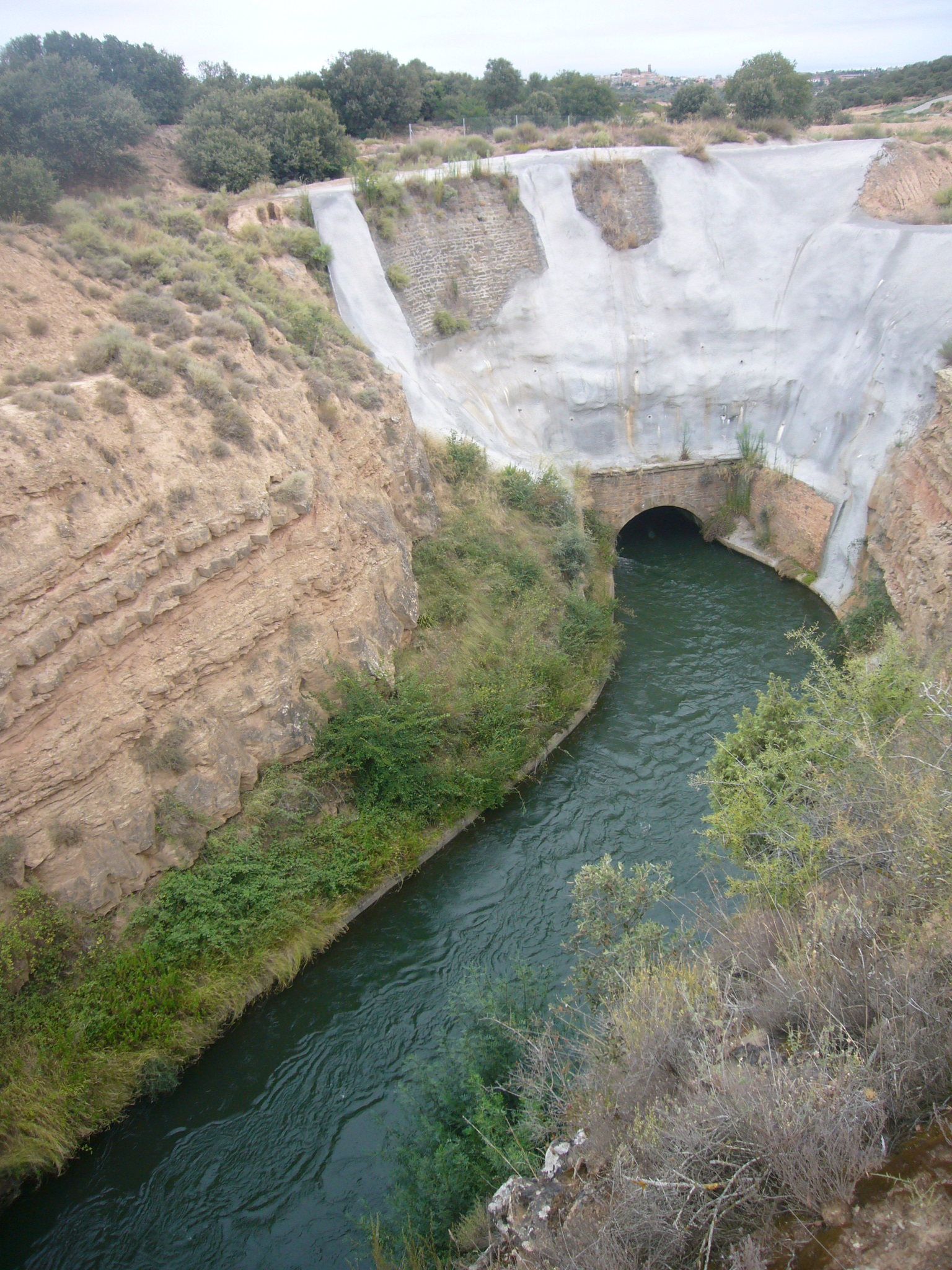
Boca sud de la Mina de Montclar
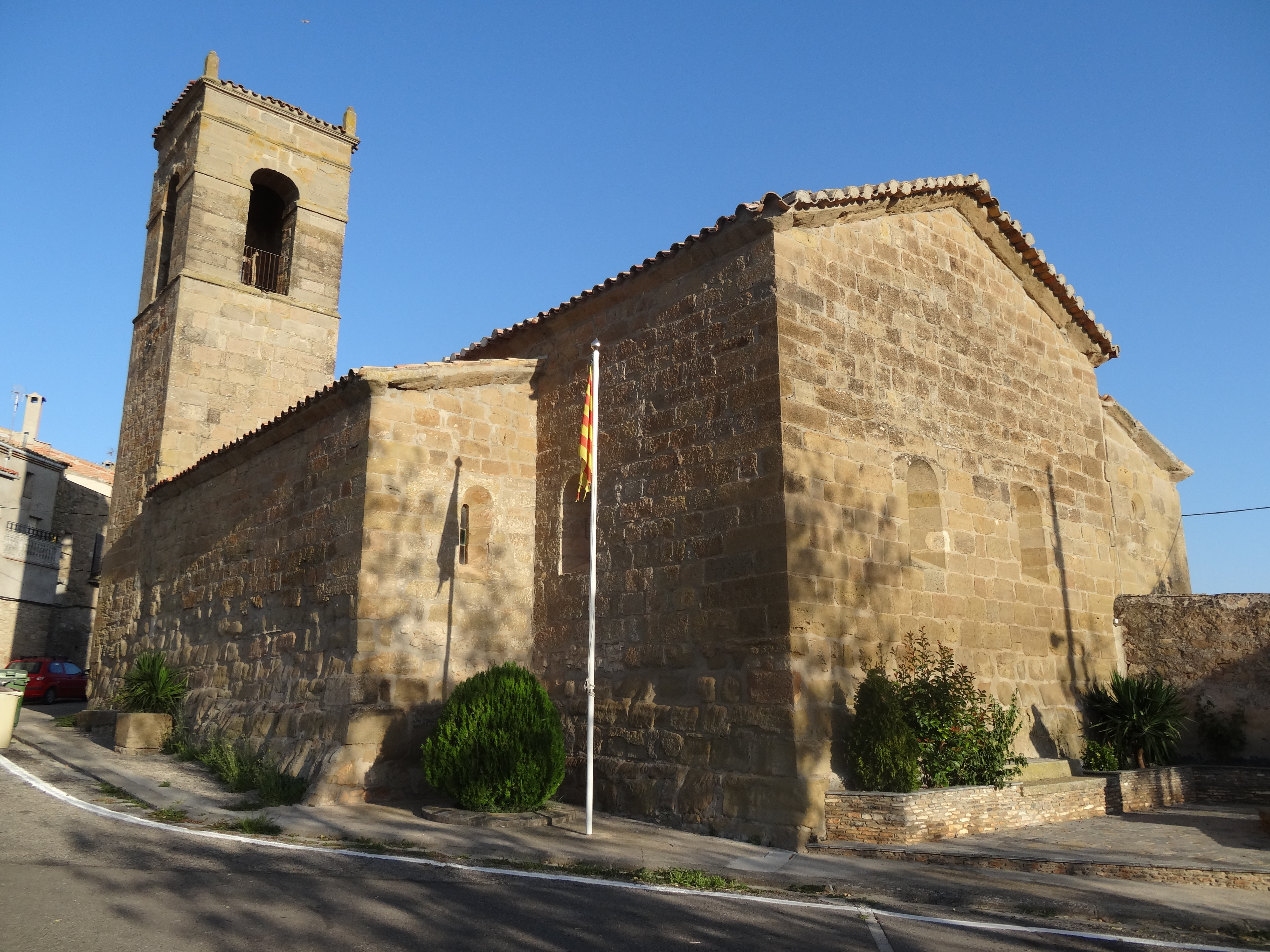
Església de Sant Pere
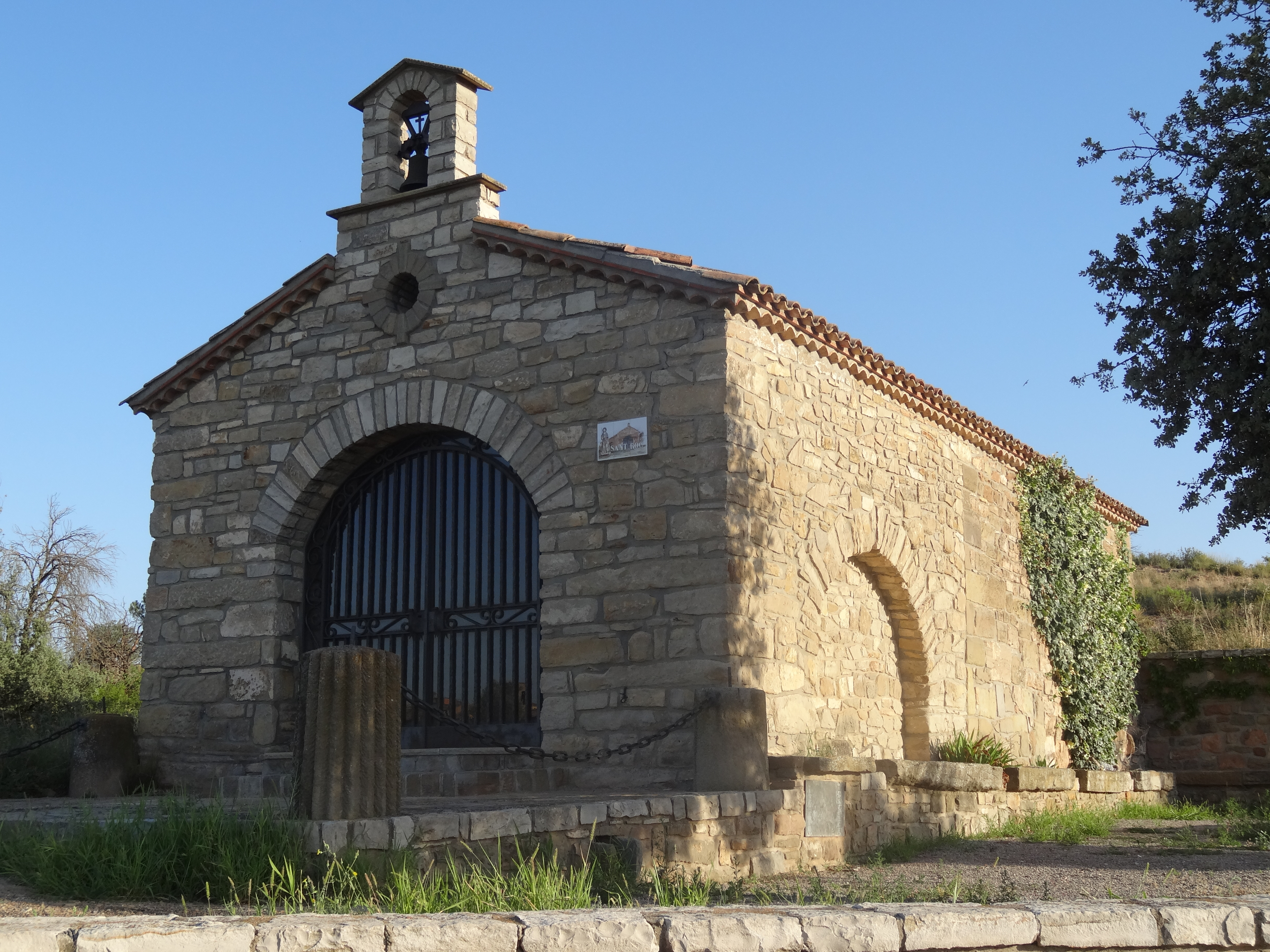
Ermita de Sant Roc